# Jüri Tarmak
Jüri Tarmak (ur. 21 lipca 1946 w Tallinnie, zm. 22 czerwca 2022 tamże) – estoński lekkoatleta, skoczek wzwyż, startujący w barwach Związku Radzieckiego, mistrz olimpijski z Monachium (1972).
Jego ojciec Aadu Tarmak był mistrzem Estonii w rzucie dyskiem w latach 1943 i 1944. Jüri Tarmak rozpoczął uprawianie lekkiej atletyki w 1963 roku. Największe sukcesy osiągnął wówczas, gdy studiował na Uniwersytecie Leningradzkim.
Zdobył srebrny medal podczas II Halowych Mistrzostw Europy w 1971 roku w Sofii oraz brązowy podczas III Halowych Mistrzostw Europy w 1972 w Grenoble.
Podczas XX Letnich Igrzysk Olimpijskich w 1972 w Monachium niespodziewanie wywalczył złoty medal i tytuł mistrza olimpijskiego wynikiem 2,23 m. Był to ostatni złoty medal olimpijski zdobyty przez zawodnika skaczącego stylem przerzutowym.
Rekord życiowy Jüriego Tarmaka wynosi 2,25 m, co było najlepszym wynikiem na świecie w 1972 roku.
Jüri Tarmak był w młodości pasjonatem astronomii i pracował przed studiami w obserwatorium. Studiował astronomię teoretyczną na Uniwersytecie Leningradzkim, ale ostatecznie ukończył ekonomię polityczną. Był wykładowcą tego przedmiotu z tytułem docenta.

## Odznaczenia
- Order Estońskiego Czerwonego Krzyża II Klasy – 2001[4]